# Guerre de succession de Looz
Guerres Liège-Brabant
La guerre de succession de Looz est le nom d'une guerre de succession faisant suite à la mort sans héritier du comte Louis IV de Looz,  le 22 janvier 1336. Dans un premier temps, le comté de Looz a pu maintenir son indépendance par rapport à la principauté de Liège, mais après la vente du comté de Chiny, au duché de Luxembourg en 1364 pour couvrir les frais de guerres et l'annexion du comté de Looz par la principauté de Liège en 1366 marque la fin de la guerre.
La paix régnant entre 1346 et 1361, on parle de guerres de succession de Looz au pluriel ou guerre de succession de Looz au singulier avec deux "périodes".

## Première période (1336-1346)
Thierry de Heinsberg, fils de la sœur de Louis IV de Looz, revendique le titre de comte de Looz et s'empare du comté avec l'appui de Jean III de Brabant. Alors qu'avant sa mort, Louis l'avait désigné comme successeur, le chapitre de Saint-Lambert de la cathédrale de Liège, dont Looz est un fief, refuse de le nommer. Le chapitre cathédral s'appuie sur une décision de la Diète d'Empire de Francfort (13 août 1246), selon laquelle tous les fiefs d'une Église retournent en leur possession si le vassal meurt sans enfant. En outre, selon le chapitre, Looz étant un fief selon une vieille coutume allemande, Thierry ne serait pas autorisé à obtenir l'héritage de son oncle par l'intermédiaire de sa mère. Le chapitre engagea 40 000 florins pour la capture de Looz et demanda et reçut le soutien du pape d'Avignon, Benoît XII. Les villes liégeoises soutenait la revendication du chapitre, mais les nobles liégeois préféraient une autre habitude héréditaire selon laquelle les sœurs et les fils peuvent hériter de fiefs. Le prince-évêque de Liège Adolphe de La Marck, beau-frère de Thierry, ne souhaitait pas entré en conflit avec sa propre famille et écarta les exigences du chapitre.
Alors que le pape presse le prince-évêque de rencontrer les exigences de l'Église, Thierry est nommé comte de Looz par Louis IV du Saint-Empire le 12 avril 1336. Alors qu'Adolphe occupe Colmont, acte plus symbolique que stratégique, il reçoit le 13 août 1337 un rappel papal sur l'annexion totale de Looz. Dès que Thierry apprend les volontés de l'Église de Liège, il se retourne le 19 décembre 1337 vers l'ennemi de la principauté de Liège, le Brabant. Il conclut une alliance militaire avec le duc Jean III de Brabant, dans laquelle ils décident de se soutenir mutuellement si l'un d'entre eux est attaqué, en particulier par Liège.
Ainsi, Thierry est uniquement comte grâce au soutien du duc de Brabant et de l'empereur; à Chiny, il est le maître incontesté.
La mort de l'évêque ne met pas fin à la possession du comté de Looz par les Heinsberg, car c'est le neveu d'Adolphe, Engelbert III de La Marck qui lui succède comme prince-évêque de Liège. Ce dernier relève Thierry de l'excommunication prononcée contre lui, et lui permet de rester à la tête du comté de Looz, jusqu'à sa mort, survenue en 1361.
Godefroy de Looz de Heinsberg, fils unique de Thierry est tué en 1342; la succession est donc de nouveau incertaine.

## Deuxième période (1361-1366)
Lorsque Thierry de Heinsberg meurt en janvier 1361, sa succession pour le comté de Looz se dispute entre Arnoul de Rumigny et Godefroy de Heinsberg (deux cousins de Thierry) d'une part et le prince-évêque Engelbert III de La Marck. Le prince-évêque, bien moins clément à l'égard de Godefroy qu'à celui de Thierry de Heinsberg, proclame alors le rattachement de Looz au chapitre de Saint-Lambert de Liège le 5 mai 1361 et occupe avec ses troupes le comté à partir de juin 1361. Godefroy renonce à la lutte en 1362 et vend ses droits à sur Looz et Chiny à Arnoul le 25 janvier. Ce dernier obtient l'appui du duc Venceslas de Brabant et de Luxembourg et de son demi-frère, l'empereur Charles IV; sans compter sur la richesse de sa femme Elisabeth. L'armée liégeoise qui n'était pas de taille dut se retirer.
Cependant, en 1363, Jeanne de Brabant laisse tomber Arnoul. L'année suivante, le prince-évêque occupe de nouveau Looz ; Arnoul est obligé de vendre Looz le 16 juin 1364 à Wenceslas qui l'ajoute au duché de Luxembourg. En 1365, le siège ancestral de la famille d'Arnoul et d'Elisabeth, le château de Rummense, est assiégé du 9 août au 21 septembre, ils se rendent après celui-ci. Le 23 septembre 1366, il conclut une transaction avec le prince-évêque de Liège Jean d'Arckel, par laquelle il renonce définitivement à Looz moyennant une compensation financière.